# Ajtay Sámuel

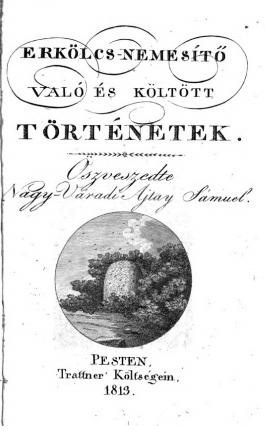

Nagyváradi Ajtay Sámuel (Nagyvárad, 1774. – Szatmárnémeti, 1881. január 8.) ügyvéd.

## Élete
A jogi tanfolyamot Pesten végezte el, ezután nyugdíjazásáig ügyvédként dolgozott. Szatmár megye aljegyzői tisztét is betöltötte. Feltűnően korosan, 107 évesen halt meg.
Az 1810-es években, amikor „lelkes vállalkozók, a magyar művelődésért áldozatkész műkedvelők taposták járhatóvá az utat, amelyen a magyar regény fejlődése elindult,” és „közben a nyelvi kifejezések nehézségein verejtékeztek” fordításokkal és átdolgozásokkal jelentkezett az irodalomban; kortársai közül szorgalmával tűnt ki. Kazinczy Ferenc nagyra értékelte tevékenységét: „Kibeszélhetetlen gyönyörrel nézem én, mely hasznos, mely derék munkával ajándékozá meg Uram Öcsém a Nemzetet,” írta neki 1815. március 4-én kelt levelében.

## Munkái
- Fedor és Mária, vagy a hóltig-tartó ritka hüség, és a nagyravágyásból származott gyászos, de méltó szerencsétlenség tüköre. (Pozsony, 1807). (August La Fontaine után németből ford.)
- Erkölcsnemesítő való és költött történetek. (Pest, 1813.)
- A világ történetei a teremtéstől fogva a legújabb időkig. Minden rend- és karbeli olvasóknak, de leginkább a tanuló ifjuságnak köz hasznára kézi-könyvképen. 2 köt. (Pest, 1814; Löhr után németből fordítva, Magyarország kivonatos történetével bővítve.)
- Tanítva mulattató víg es érzékeny anekdoták Meiszner' skizzeibol (Pest, 1816)